# 溫斯洛 (阿肯色州)
溫斯洛是一個位於美國阿肯色州華盛頓縣的城市。

## 地理
溫斯洛的座標為35°47′55″N 94°07′53″W / 35.79861°N 94.13139°W，而該地的平均海拔高度為527米（即1729英尺）。

## 人口
根據2020年美國人口普查的數據，溫斯洛的面積為4.73平方千米，當中陸地面積為4.72平方千米，而水域面積為0.01平方千米。當地共有人口365人，而人口密度為每平方千米77人。